# Los hechos
Los hechos (también publicada como Los hechos. Autobiografía de un novelista) es un libro autobiográfico de 1988 escrito por el autor estadounidense Philip Roth. El libro narra su vida desde su niñez en Newark (Nueva Jersey) hasta que se convirtió en un novelista exitoso y respetado. El libro inicia con una carta en la que Roth le pide a su alter ego ficticio, Nathan Zuckerman, que revise el manuscrito del libro. Al final del libro aparece la respuesta de Zuckerman indicándole a Roth los problemas que él identifica.

## Estructura
El libro está separado en seis capítulos:
1. «Prólogo»: Sobre su padre
2. «En casa, a buen recaudo»: Sobre su niñez en un barrio judío de Newark.
3. «Joe College»: Sobre su vida universitaria y su primer amor.
4. «La chica de mis sueños»: Sobre su tiempo en Chicago y su encuentro con la mujer que sería su primera esposa.
5. «Todo en familia»: Sobre los ataques que recibió de la comunidad judía por sus obras.
6. «Ahora nosotros quizá poder empezar»: Sobre su divorcio y la muerte de su primera esposa.

- Datos: Q7733063